# Kalafati
Kalafati (Servisch cyrillisch Калафати) is een plaats in de Servische gemeente Priboj. De plaats telt 255 inwoners (2011).